# Rhaphidophora intonsa
Rhaphidophora intonsa — вид квіткових рослин із родини Araceae, роду Rhaphidophora. Ця ліана, рідним ареалом цього виду є Папуа Нова Гвінея.